# نیکول اوفوف
نیکول اوفوف (به آلمانی: Nicole Uphoff) ورزشکار زن رشتهٔ سوارکاری درساژ اهل کشور آلمان است. وی بین سال‌های ‎۱۹۸۸ تا ۱۹۹۲ میلادی در مسابقات بازی‌های المپیک تابستانی در مسابقات المپیک شرکت کرد و مجموع ۴ مدال تیمی و انفرادی طلا را در مسابقات ۱۹۸۸ و ۱۹۹۲کسب کرد.او با اسب ستارهٔ خود به نام رمبرند موفقیتهایی را در چندین رقابت دیگر نیز بدست آورد که از جملهٔ آن‌ها می‌توان به بازی‌های جهانی سوارکاری و مسابقات قهرمانی درساژ اروپا اشاره کرد.

## زندگی شخصی
نیکول اوفوف در ابتدا و در اوایل سال‌های ۱۹۹۰ با ورزشکار پرش با اسب اتو بکر ازدواج کرد. اما آن‌ها در اواخر سال ۲۰۰۷ از یکدیگر جدا شدند و بعدتر از یکدیگر طلاق گرفتند.در ژانویهٔ ۲۰۰۴ اوفوف اولین فرزند خود را به دنیا آورد که پسری به نام پاتریک بود. این فرزند از دوست پسرش با نام تراویس مورگان بود که دوستی طولانی مدتی با یکدیگر داشتند.

## رقابت حرفه ای
در سال ۱۹۸۵ او با اسب خود با نام رمبرند در مسابقات جوانان به رقابت پرداخت؛ و این زوج همکاریشان را با اووه شولتن-بامر مربی سرشناس درساژ آغاز کردند. در سال ۱۹۸۷ آن‌ها رقابت در سطح بین‌المللی را آغاز کردند و موفق به برد جایزه نیز شدند؛ و به کمک قدرت و سرعت اسبش قلهٔ درساژ جهان را نیز فتح کرد. آوازه آن‌ها باعث انتخاب آن‌ها برای المپیک ۱۹۸۸ نیز شد. اوفوف مربی خود را چهار ماه پیش از بازی‌ها تغییر داد؛ و بامر را تنها گذاشت تا با هری بولت مربی تیم ملی آلمان کار کند.